# Gubernia de Viatka

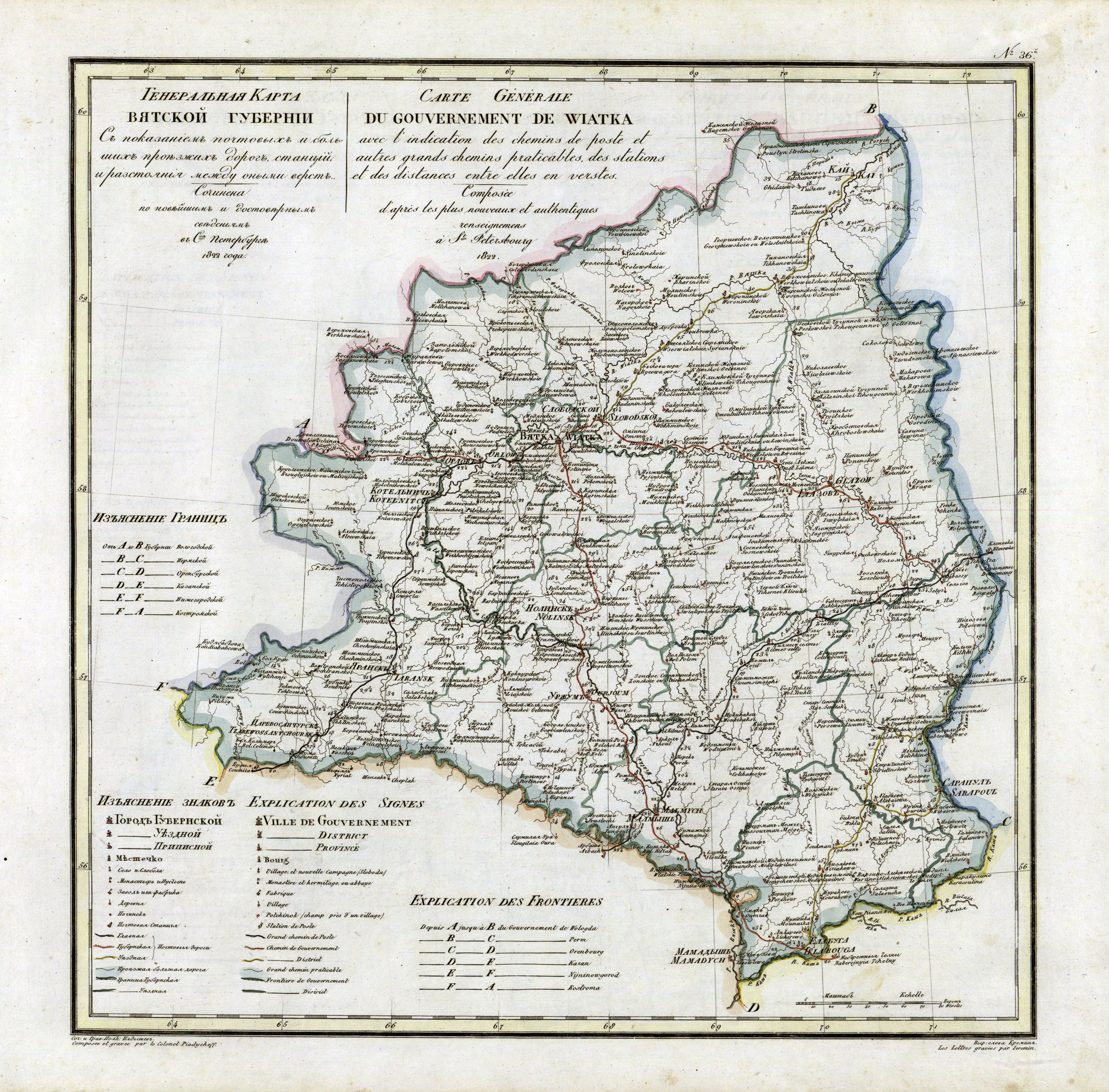
Gubernia de Viatka (1822)

O Gubernia de Viatka (em russo:  Вятская губерния) foi uma divisão administrativa do Império Russo e da República Socialista Federativa Soviética da Rússia, que existiu de 1796 a 1929, com sua capital na cidade Viatka (hoje conhecida como Kirov). Na área do gubernia estavam situadas a maior parte do moderno Oblast de Kirov e da República de Udmúrtia. 
Foi formado no território das terras históricas de Viatka (em latim: Veticiae). 

## Geografia

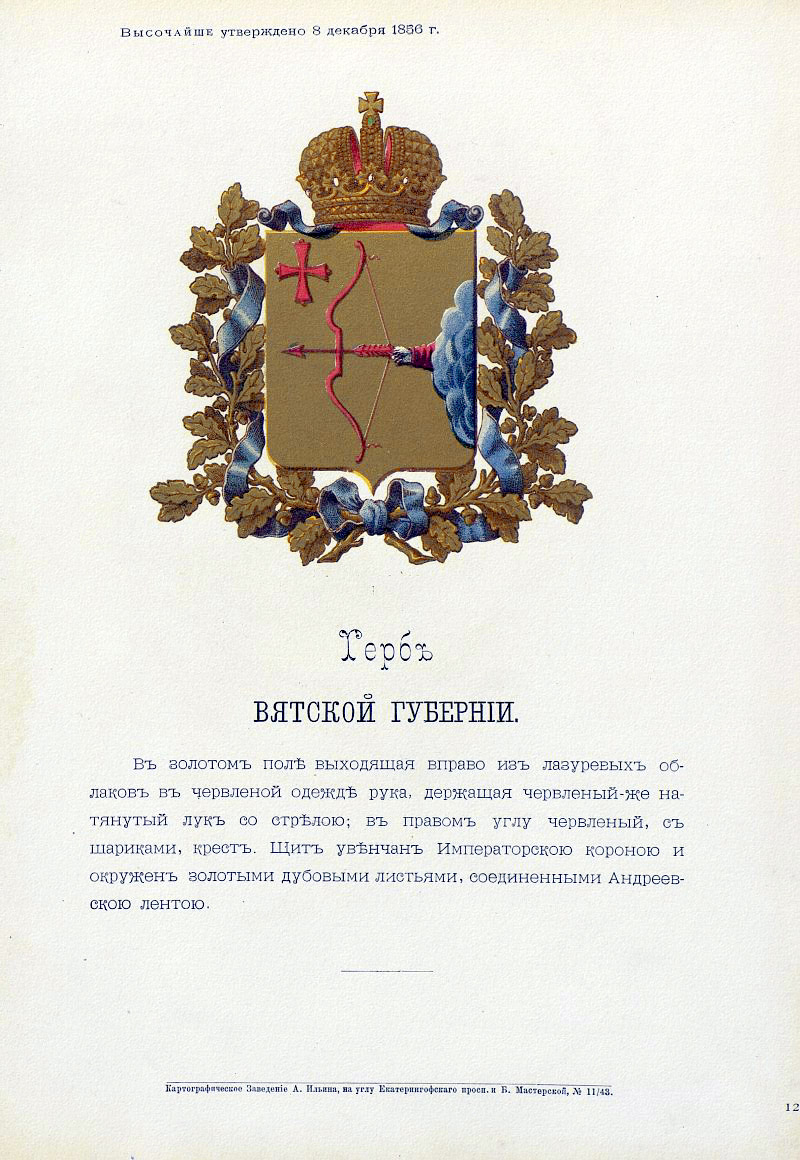
Brasão de armas do gubernia, aprovado por Alexandre II em 1856

O Gubernia de Viatka fazia fronteira com o Gubernia de Vologda ao norte, o Gubernia de Perma ao leste, o Gubernia de Pequena Novogárdia e o Gubernia de Cazã ao sul, e o Gubernia de Costroma ao oeste. Sua área era de aproximadamente 169,629 km2 (65,494 sq mi). 

## Divisões Administrativas
O gubernia era dividido em 11 uezds: 
1. Viatka
2. Glazovski
3. Ielabujski
4. Kotelnitchski
5. Malmijski
6. Nolinski
7. Orlovski
8. Sarapulski
9. Slobodskoi
10. Urjumski
11. Iaranski

## População
Segundo o censo de 1897, a população do Gubernia de Viatka era de 3.030.831. Russos étnicos compunham 77,4% da população; udmurtes 12,5%; mari 4,8% e tártaros 4,1%. Segundo dados de 1958, a população era de 2.123.240; de acordo com dados de 1910, era de 3.747.000.